# Suchar (hydrobiologia)

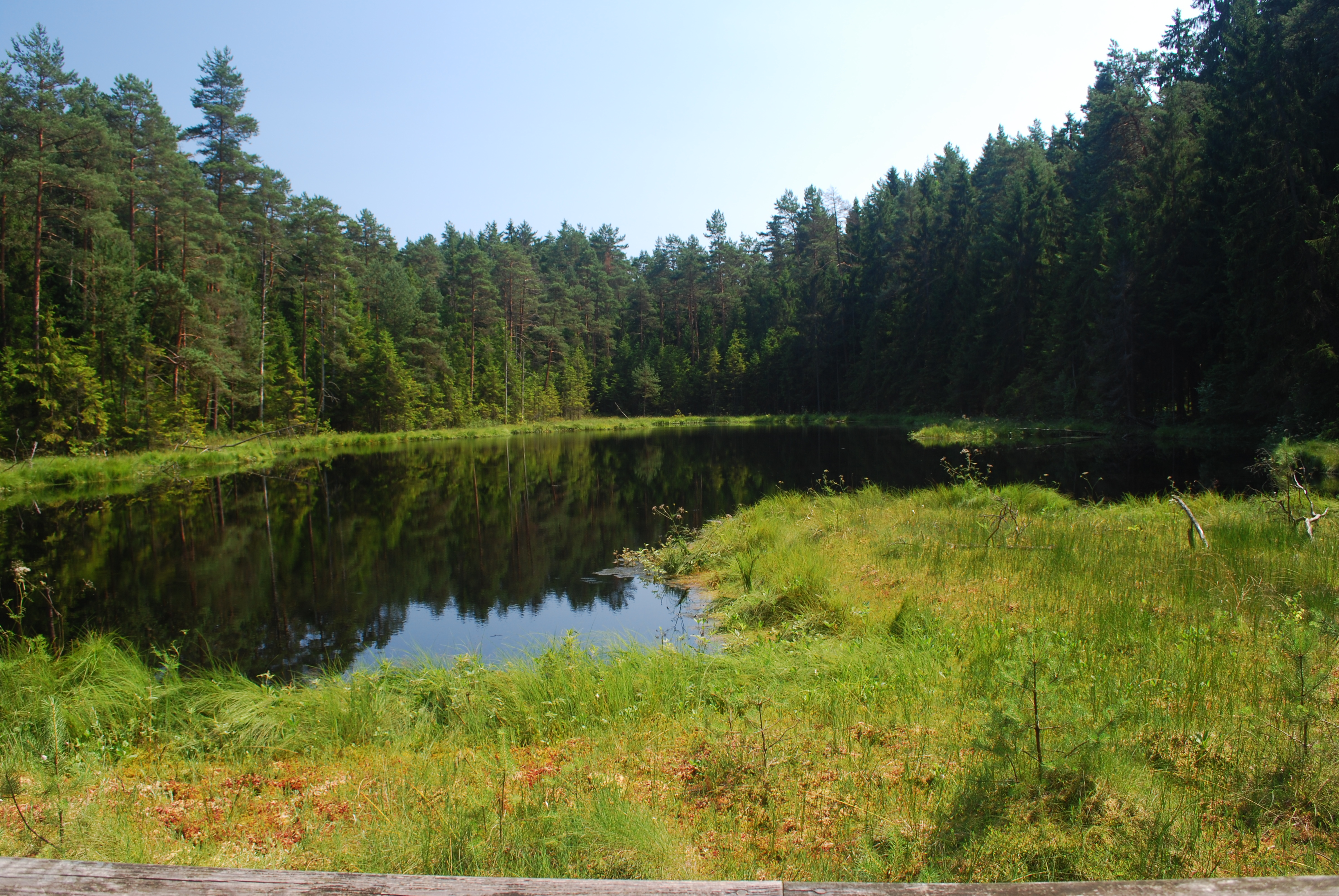
Typowy, mały suchar w Wigierskim Parku Narodowym

Suchar – w typologii jezior, zwyczajowa nazwa jezior polihumusowych lub dystroficznych, o przeważnie niewielkiej powierzchni oraz głębokości, zwykle pozbawione dopływów i odpływów.

## Nazwa
Nazwa pochodzi od określenia suchy, tzn. pustych, bezrybnych jezior, wokół których występują obumarłe, suche drzewa. Suchar jest określeniem regionalnym, używanym na terenie Suwalszczyzny, gdzie ten rodzaj jezior stanowi najliczniejszą grupę. Do terminologii hydrobiologicznej nazwę tę wprowadził Alfred Lityński – badacz jezior wigierskich i kierownik wigierskiej stacji hydrobiologicznej.
Najbardziej znane są suchary położone na terenie Wigierskiego Parku Narodowego. Spośród 20 tam występujących największym jest Duży Sucharek (8,9 ha), a najgłębszym – Wądołek (15 m).

## Charakterystyka

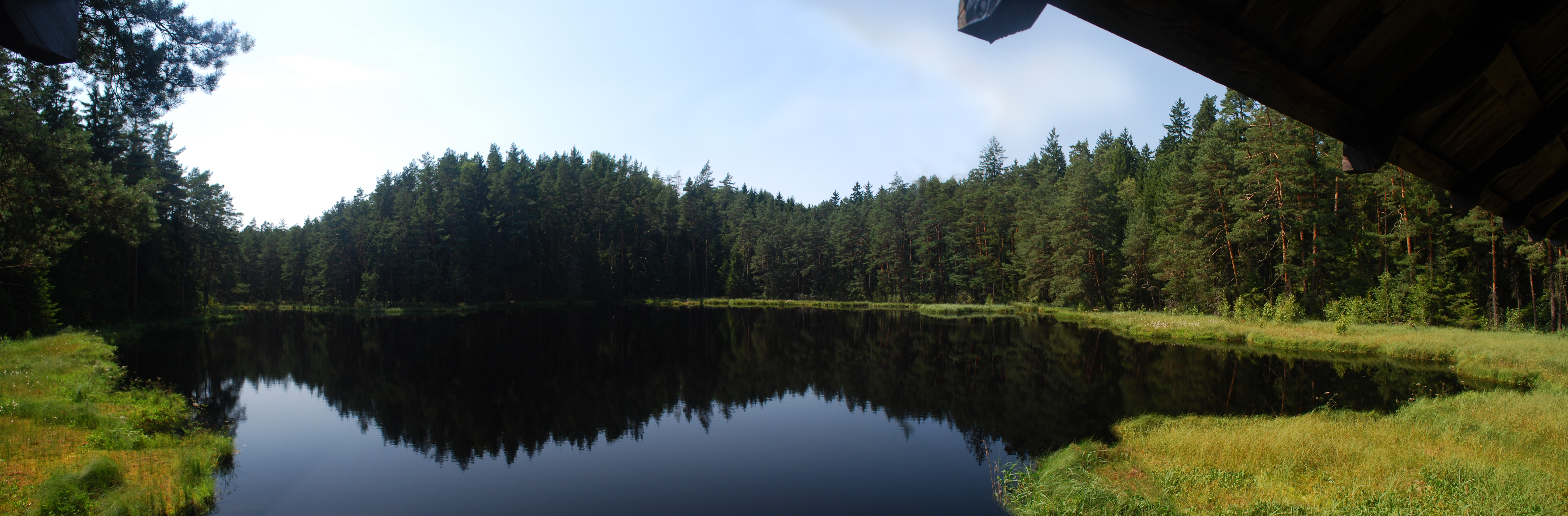
Jezioro dystroficzne w Wigierskim Parku Narodowym, ścieżka edukacyjna „Suchary”

Suchary są zwykle niewielkimi, izolowanymi i bezodpływowymi jeziorkami, z lustrem wody przypominającym owal lub koło. Powstały podczas ostatniego zlodowacenia w miejscach wytopienia tzw. martwych brył lodu. Charakterystyczny dla sucharów jest otaczający je zespół roślinności torfowiskowej budujący tzw. mszar torfowowcowy (spleja). Głównym komponentem jego budowy jest mech torfowiec, który ma zdolność magazynowania wody. Narastanie mszaru postępuje od lądu w kierunku środka jeziora. Rośnie tu również, nawet dość licznie wełnianka pochwowata, modrzewnica, żurawina i rosiczka okrągłolistna. Sporadycznie pojawia się tu skarłowaciała brzoza i sosna. W wyniku naturalnej sukcesji, jeziora dystroficzne przekształcają się w torfowiska. Najwyżej rośnie wysokopienny bór.
Charakterystyczny ciemnobrunatny kolor wody sucharów spowodowany jest wysoką koncentracją kwasów humusowych, powstających z rozkładu substancji organicznych (igliwia, gałązek, liści) spłukiwanych do zbiornika z otaczających lasów. Dopływ substancji humusowych (przy braku odpływu) powoduje dodatkowo naturalne zakwaszanie wód oraz wiązanie rozpuszczonych w niej związków mineralnych. W sucharach mamy więc do czynienia z bardzo niskim pH, niską koncentracją wapnia oraz substancji mineralnych dostępnych dla roślin.
Inną cechą wyróżniającą ten typ jezior jest bardzo silna stratyfikacja termiczna wód, wynikająca z osłonięcia ich powierzchni przed działaniem wiatrów przez wysoko położone brzegi i otaczający bór. Różnice temperatury wody w układzie pionowym mogą wynosić latem nawet 5–6 stopni Celsjusza na jeden metr głębokości. Mała przejrzystość wody ogranicza występowanie zespołów roślinnych do głębokości około 2 m. Bardzo niska zawartość wapnia uniemożliwia bytowanie mięczaków, dla których wapń jest niezbędny do budowy muszli. W najbardziej zakwaszonych sucharach w ogóle nie ma ryb, w tych mniej dystroficznych można spotkać jeden lub dwa gatunki.